# Tony Dočekal
Tony Dočekal (Amsterdam, 1992) is een Nederlandse fotograaf en visueel kunstenaar. Haar werk gaat over thema's als identiteit, verbondenheid en gedeelde menselijke ervaringen, met nadruk op haar persoonlijke ontmoetingen met personen en communities die ze leert kennen. Ze focust op mensen die aan de rand van de maatschappij leven, en wil hun verhalen delen via foto's. Daarbij werkt ze op de grens van wat daadwerkelijk zichtbaar is en wat ruimte overlaat aan de verbeelding van de toeschouwer. Haar foto van de dakloze man Chad in een roze bruidsjurk werd in 2021 onderscheiden met de Zilveren Camera voor portretten.

## Leven en werk
Dočekal begon op achtjarige leeftijd met foto's maken toen ze een camera kreeg. Ze volgde de fotografiestudie aan ArtEZ in Enschede en sloot deze studie af met een bachelorgraad. Naast de werkopdrachten die ze krijgt van non-profit-organisaties, artiesten en musici zoekt ze altijd naar momenten om eigen foto's over een bepaald onderwerp te kunnen maken.
Tijdens een verblijf in San Francisco leerde ze Bas Timmer kennen, de ontwerper van de sheltersuit, een multifunctionele jas/slaapzak voor daklozen. Toen ze met hem op pad ging om de sheltersuits uit te delen, werd ze geconfronteerd met de zelfkant van de maatschappij. Vanaf 2018 ging ze foto's maken, zowel van het vrijwilligerswerk wat zij deed voor de Sheltersuit Foundation als van haar persoonlijke ontmoetingen.
Ten tijde van de Covid-19 pandemie maakte ze de fotoserie Alleen Samen in haar woonplaats Arnhem. Haar portretten van onder andere het Jongeren Toezicht Team, koks, maaltijduitdelers, jongerenwerkers en een woongroep vormen een beeldverslag van hoe Arnhemmers de handen uit de mouwen steken om elkaar te helpen. Op deze wijze wilde ze mensen die meestal de krant niet halen onder de aandacht brengen.
In haar solotentoonstelling The Living Road (2023) liet ze ook haar eerste video zien, Pearls on Credit. Deze tentoonstelling bevatte ook analoog gemaakte foto's.
Vanaf 2018 keerde ze zes jaar lang terug naar Californië en Arizona om daar te fotograferen. Dit leidde tot de tentoonstelling en de publicatie van de monografie The Color of Money and Trees (2024).
Naar aanleiding van haar foto's vroeg zangers Anouk Dočekal om haar te portretteren.

### Zilveren camera
De foto die met een Zilveren Camera is onderscheiden portretteert Chad, een dakloze man die in een tent woonde in Skid Row (de bijnaam voor de wijk Central City East in Los Angeles waar duizenden daklozen verblijven).  De nacht ervoor waren al zijn spullen gestolen, maar had de dief wel een roze bruidsjurk achtergelaten. Chad besloot daarop de jurk aan te trekken, en zo kwam Dočekal hem tegen. Voor haar was dit een symbool van hoe mensen met tegenslag om kunnen gaan.

## Prijzen
- 2024    The Favorite Award - The BAT Foundation Switzerland
- 2024    Portrait Awards - Jurors Pick of Special Distinction - LensCulture
- 2024    Futures Photography Talent - Selected by VOID
- 2023    Burgemeester de Bruinprijs
- 2022    Zilveren Camera 2021 - 1st Prize Portrait (single)
- 2018    Olympus Young Talent Award
- 2015    Menzis Jong Talent – runner-up

## Publicaties
- 2024   The Color of Money and Trees - VOID, ISBN 978-618-5479-38-1

## Tentoonstellingen

### Solotentoonstellingen
- 2024     The Color of Money and Trees - Biennale Images Vevey, Zwitserland
- 2024     Unsheltered Moments (duo) - Museum Arnhem
- 2023     The Living Road - Art Gallery O-68, Velp
- 2021     Museum Arnhem - Alleen Samen
- 2020     Scheltema (Let's Do This) – Scheltema, Amsterdam
- 2019     Silent Alarm  – Galerie Objektief, Enschede
- 2015     Where Will We Be When Summer’s Gone – B93, Enschede

### Groepstentoonstellingen
- 2025     Museum MORE - Reality Check, Gorssel
- 2024     UNSEEN - Gallery O-68, Amsterdam
- 2022     Praxis Gallery - Minneapolis
- 2022     Museum Hilversum - Zilveren Camera 2021
- 2020     Seventeen Seconds – Plaatsmaken, Arnhem
- 2020     The Print Swap – Foley Gallery, New York
- 2019     Murf/Murf – Pand P, Eindhoven
- 2018     Olympus Young Talent  – FOAM Café, Amsterdam
- 2016     Darmstädter Tage der Fotografie  – Darmstadt
- 2016     New Dutch Photography Talent  – Art’Otel, Amsterdam
- 2015     Jong Talent, Menzis – Menzis, Groningen

## Collecties
Werk van Dočekal is opgenomen in de kunstcollecties van het ministerie van Buitenlandse Zaken en van Museum Arnhem.